# GE U20C
A GE U20C é uma locomotiva diesel-elétrica produzida pela GE Transportation entre os anos de 1960 e final dos anos de 1990. Foram produzidas pouco mais de 984 unidades nos EUA, Brasil, Indonésia, África do Sul e Alemanha neste período, sendo muito utilizada em países em desenvolvimento.
Foi projetada para linhas com restrições de gabarito e peso, típica de países em desenvolvimento, e são capazes de operar em qualquer bitola, de 0,914 a 1,676m.

## Tabela
| Modelo | Potência (HP) | Bitola (m)    | Fabricante       | Origem                                           | Ano de Fabricação |
| ------ | ------------- | ------------- | ---------------- | ------------------------------------------------ | ----------------- |
| U20C   | 2000          | 0,914 a 1,676 | General Electric | EUA, Brasil, Indonésia, África do Sul e Alemanha | 1964 e 1998       |

## Proprietários Originais
Foram construídas 353 locomotivas U20C para a RFFSA e FEPASA entre 1974 e 1982.

## U20C AC da FCA
Duas locomotivas U20C foram modificadas pela EFVM em Tubarão, em parceria com a empresa WEG, de Santa Catarina, para tração por corrente alternada (AC), mas o projeto foi abandonado. Os números eram 2711 e 2713. A 2713, embora possuindo numeração ex-RFFSA tem características de uma U20 ex-Fepasa.

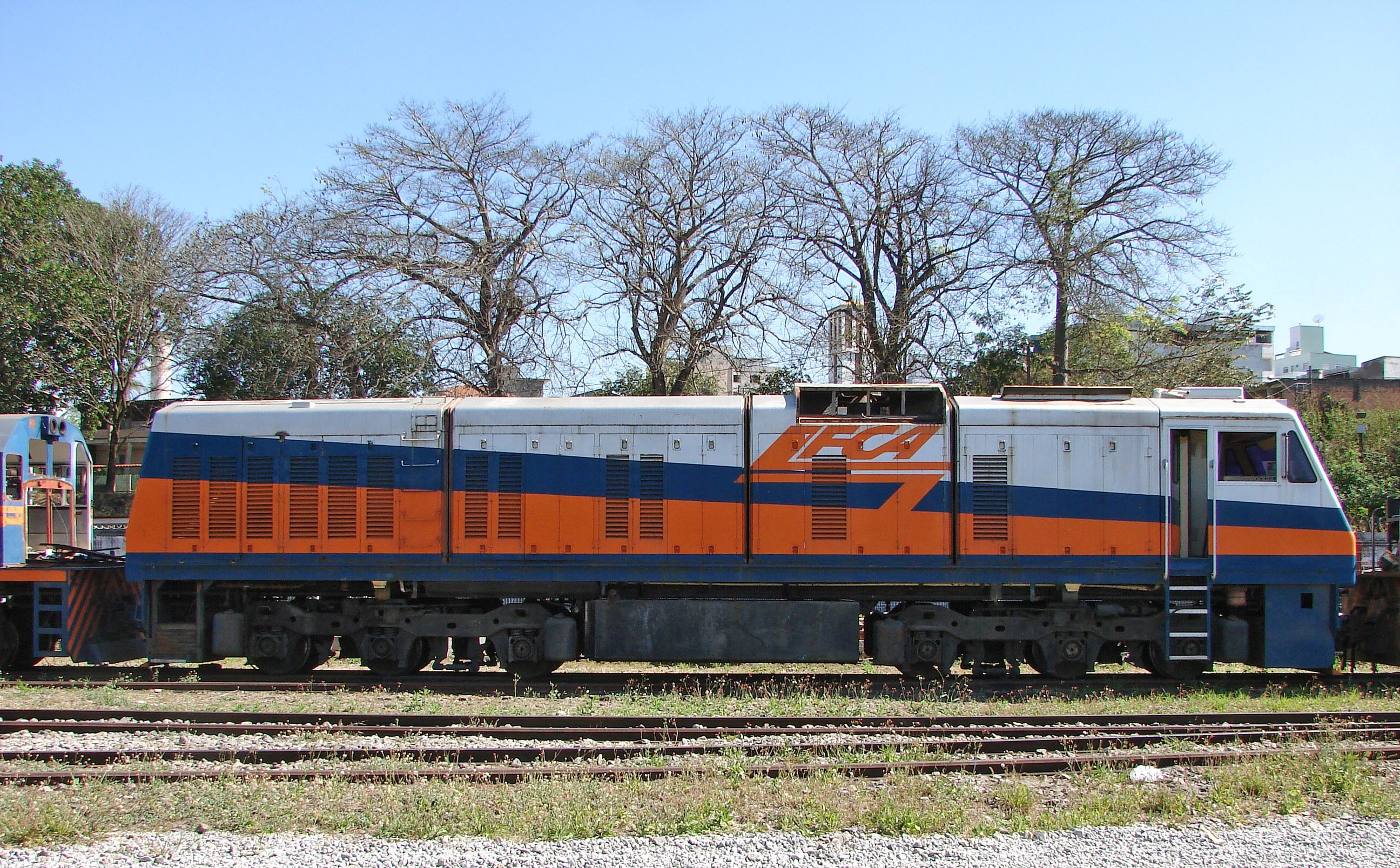
A única U20C AC da FCA

## U20C-1 "Namibiana"
Na década de 90 foram importadas 20 locomotivas modelo U20C da Namíbia, essas locomotivas eram ex-Class 33-400 da South African Railways (SAR), inicialmente foram locadas para a FCA, sendo transferida entre 1999/2000 para a ALL. No Brasil este modelos de locomotivas ficou conhecido como Namibiana.

## Galeria

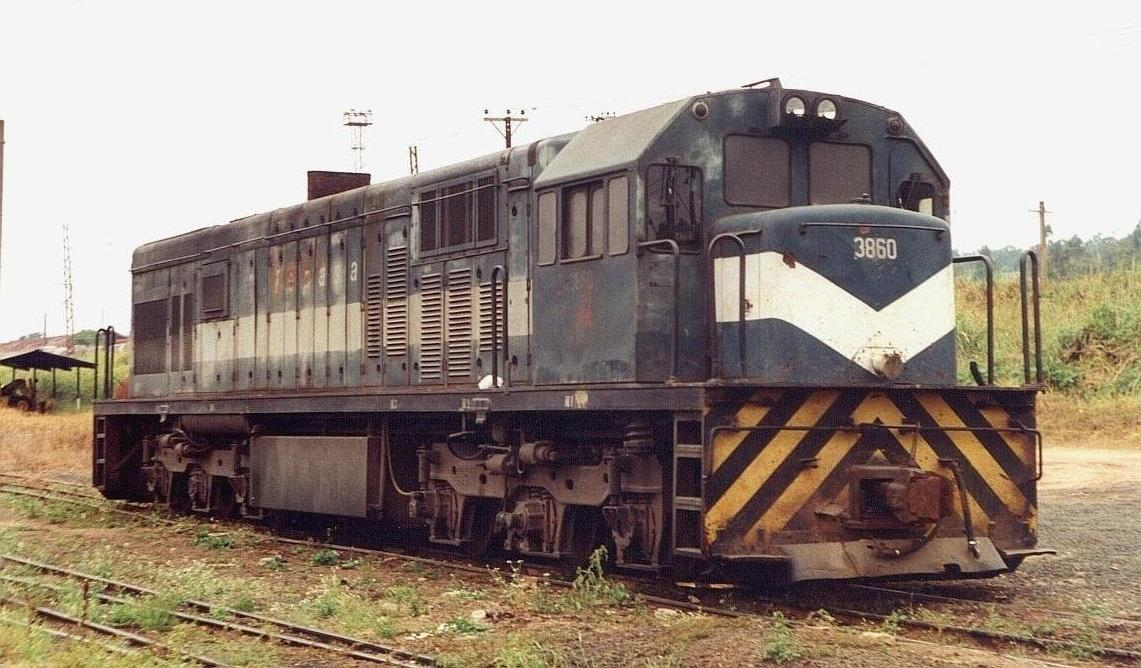
GE U20C #3860, na primeira pintura da Fepasa em Bauru-SP.
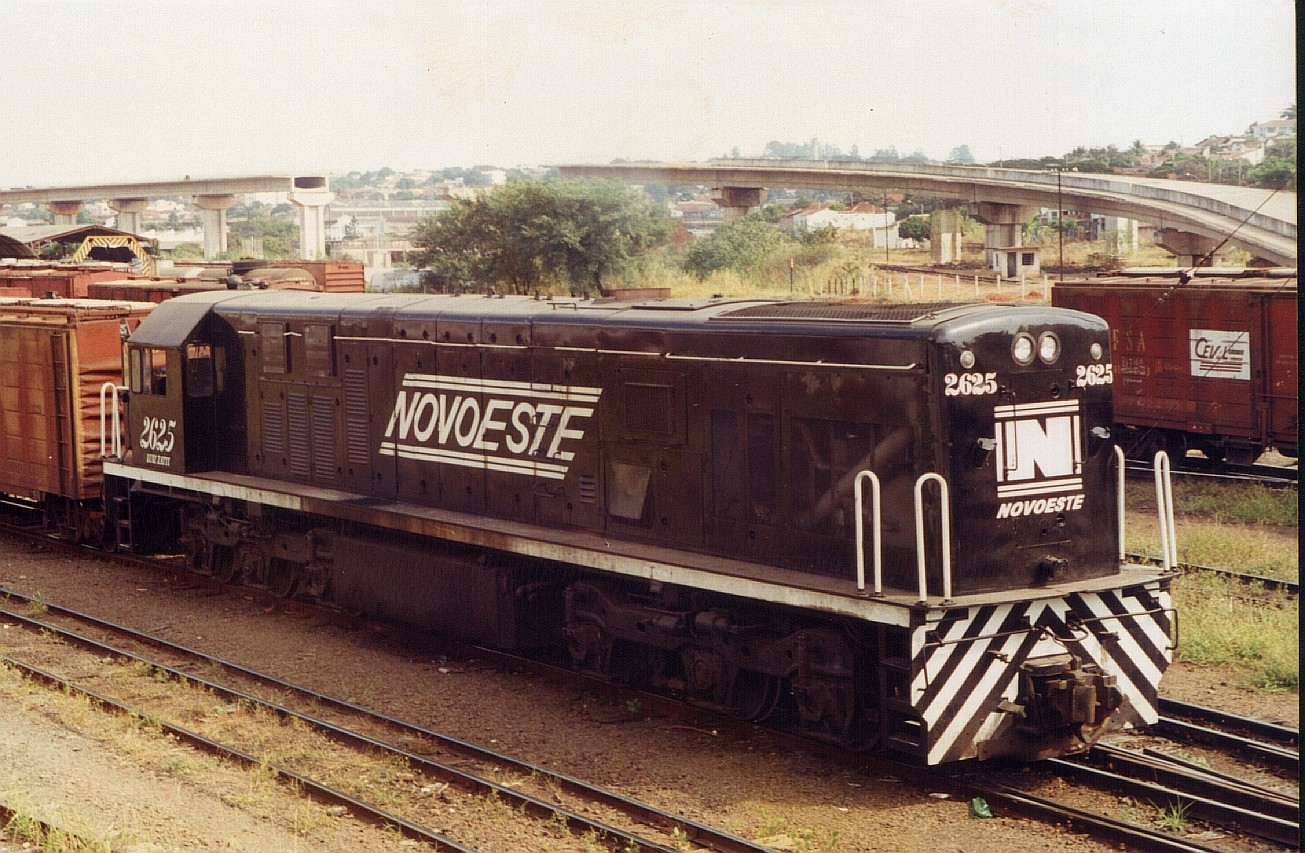
GE U20C #2625, na primeira pintura da Novoeste em Bauru-SP.
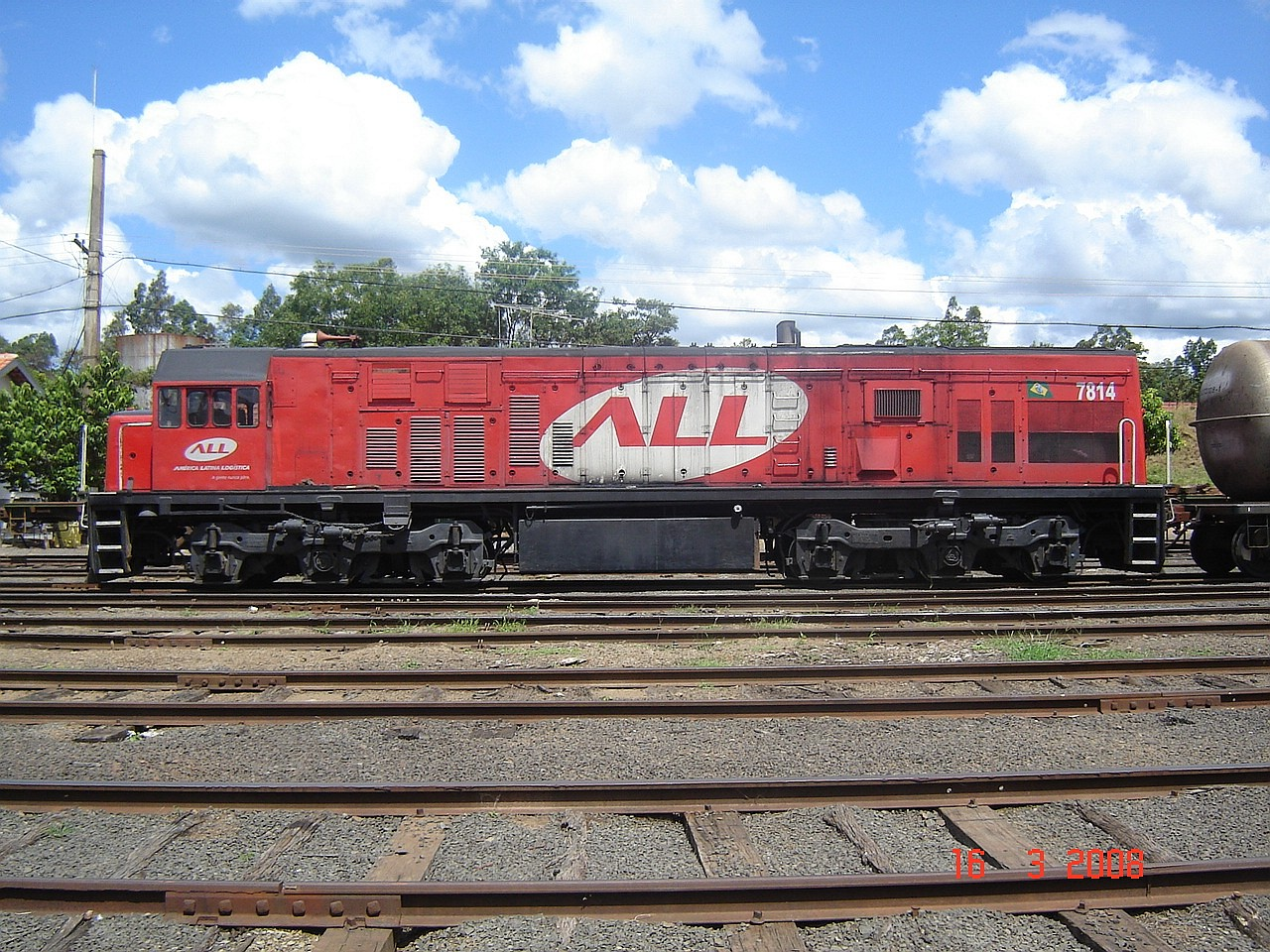
GE U20C #7814, na terceira pintura da ALL em Bauru-SP.
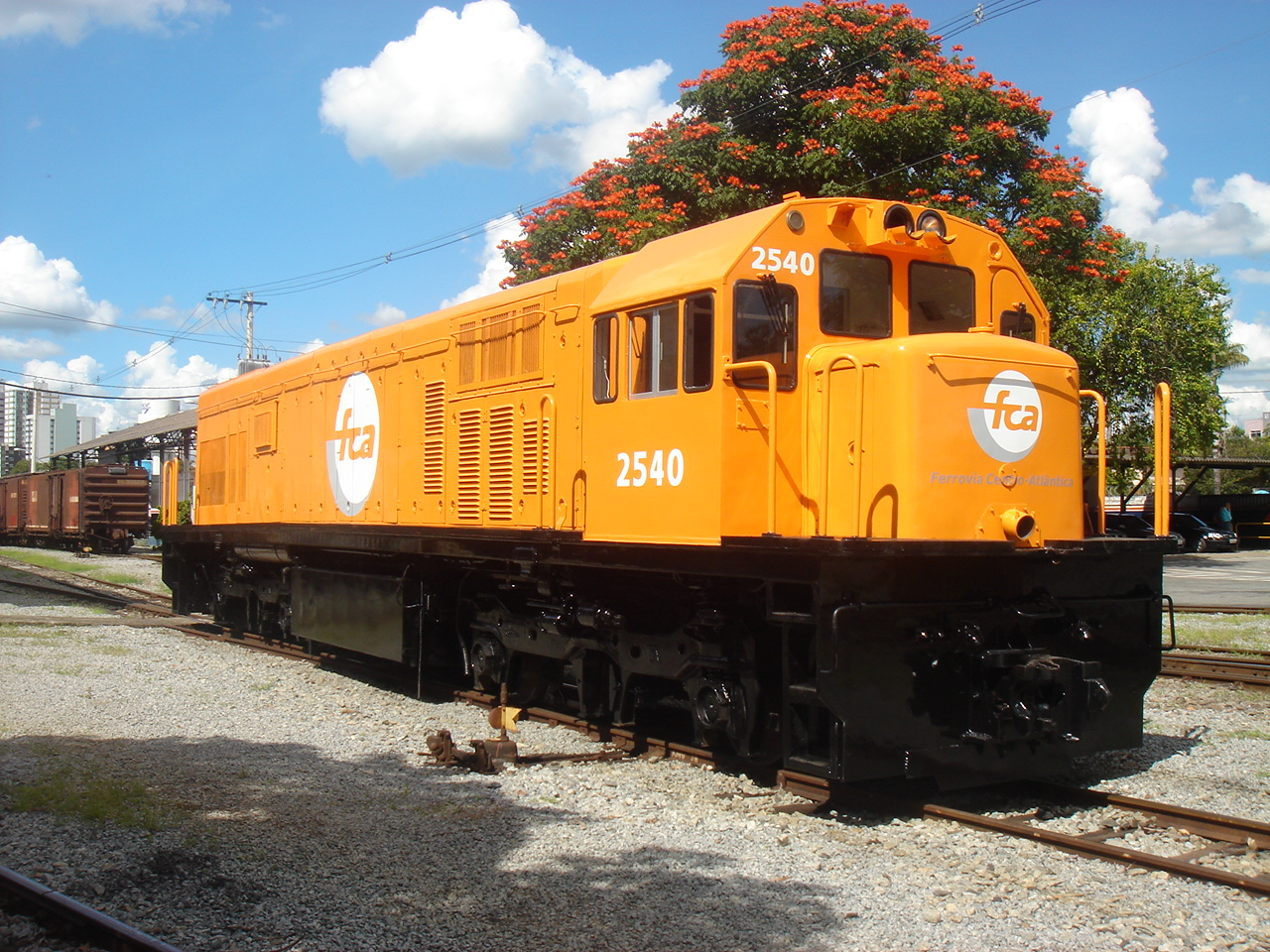
GE U20C #2540, passando por revisão geral, nas novas cores (2ª pintura) da FCA.
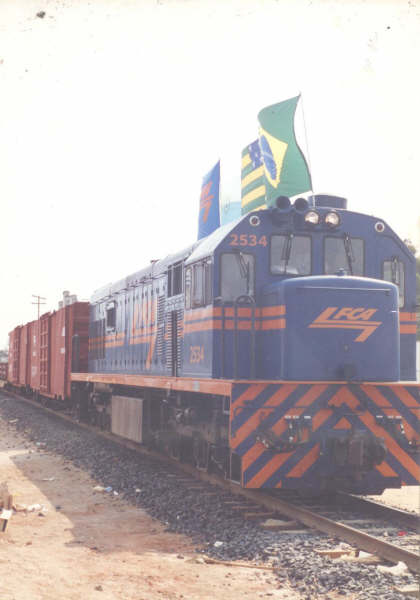
GE U20C # 2534, na primeira pintura oficial da FCA.
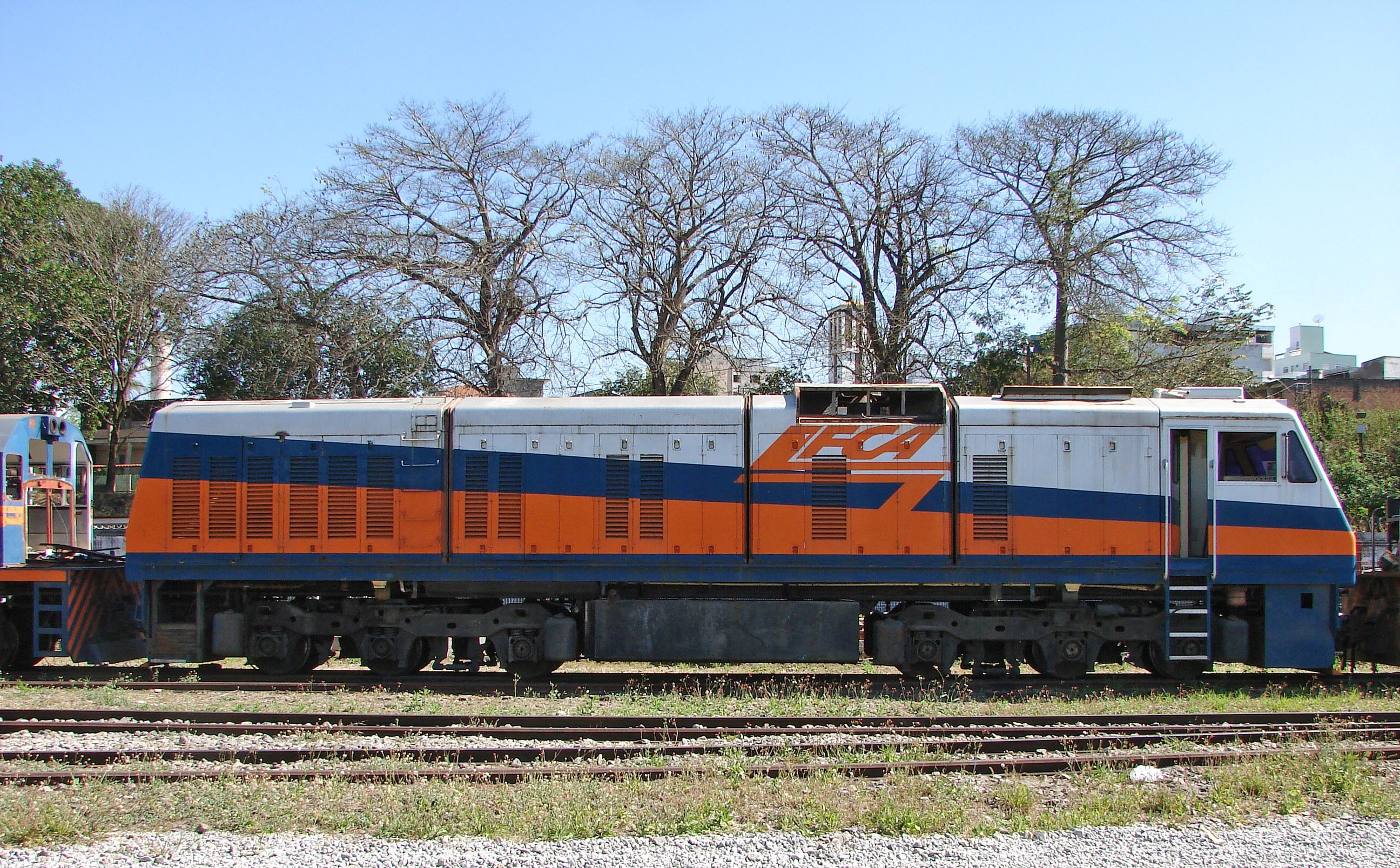
GE U20C AC #7811 (ex-Fepasa), pintura especial da FCA em Divinópolis-MG.
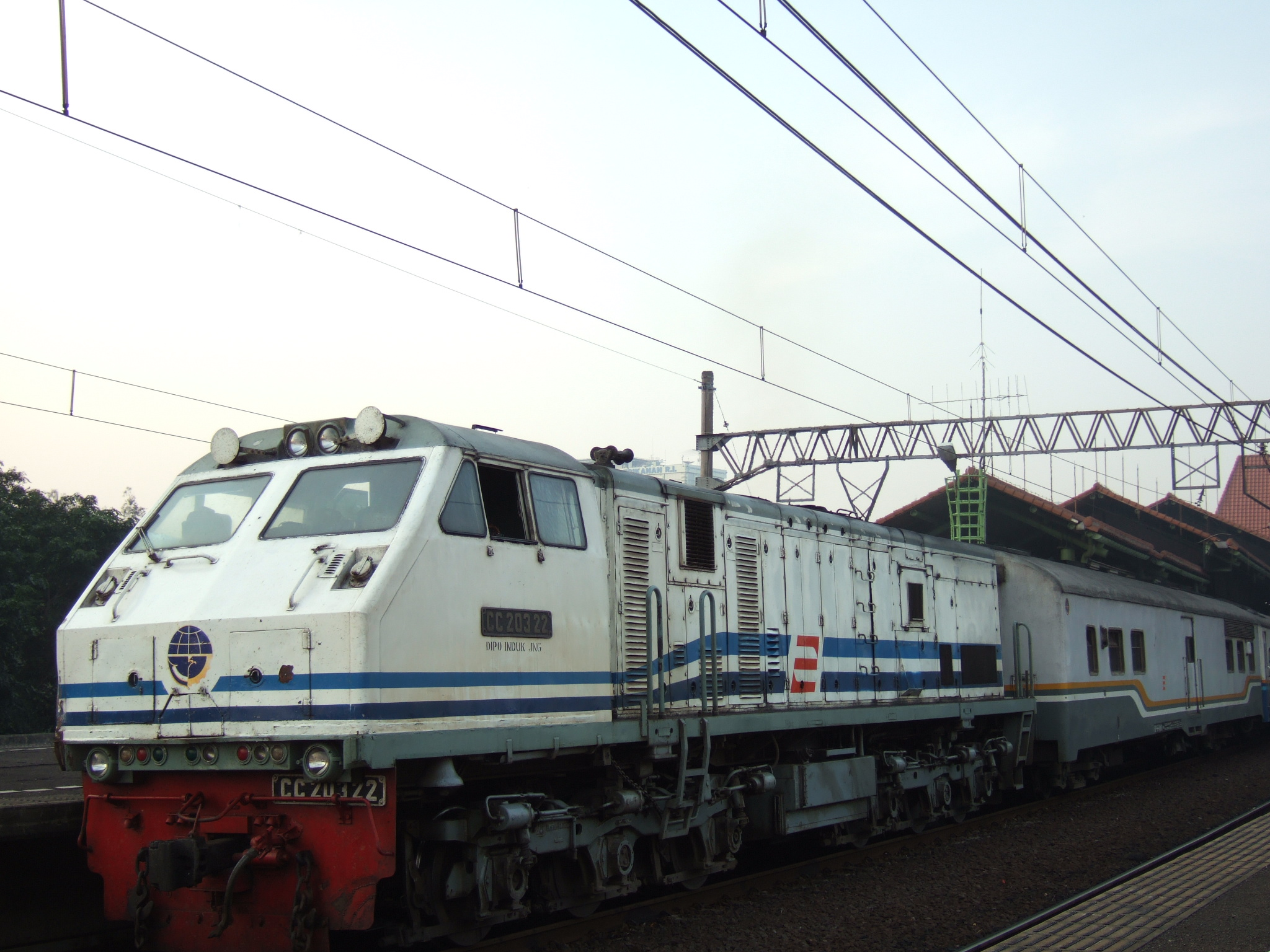
GE U20C AC CC20322, na Indonésia.
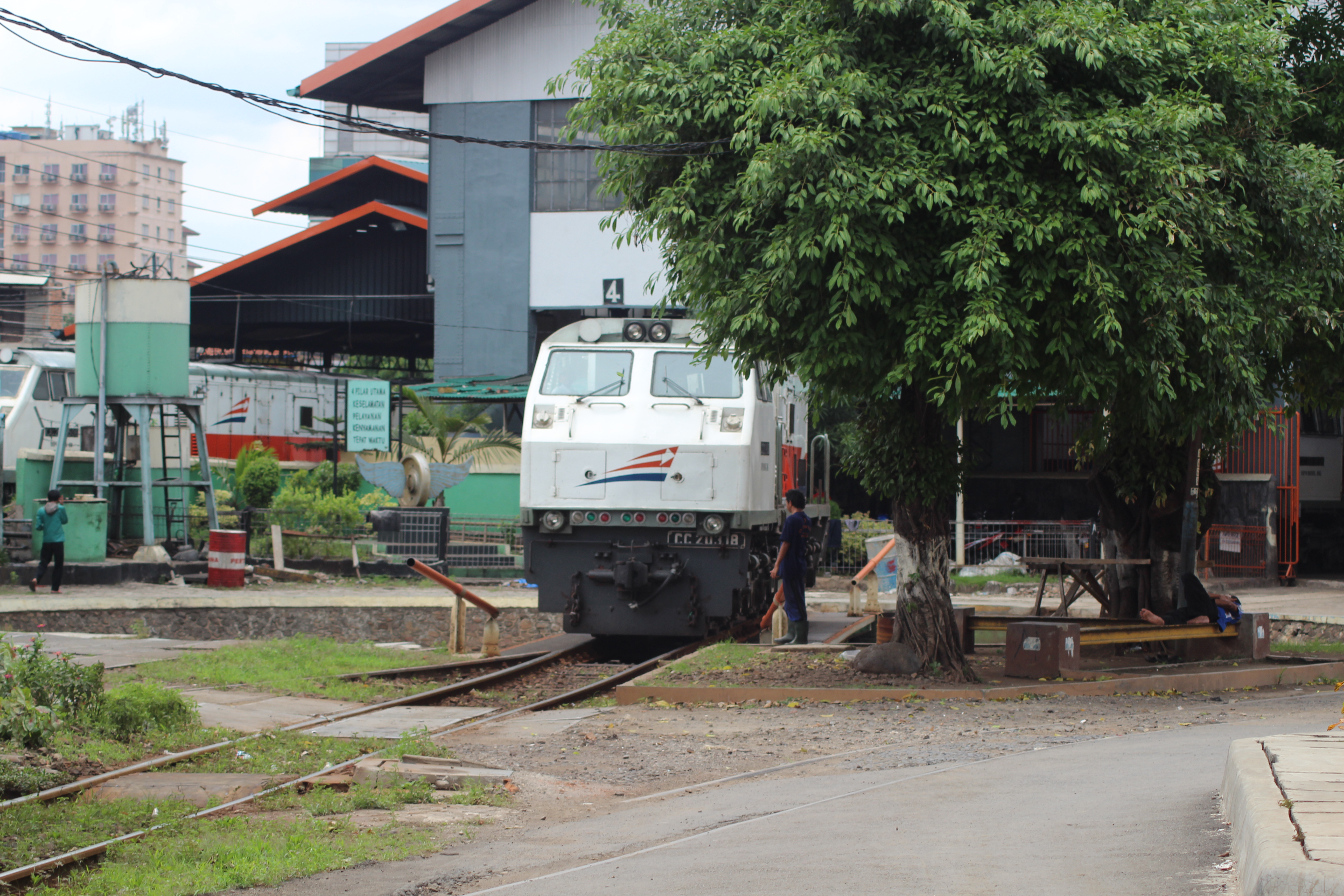
CC 203 18 No galpão de Jatinegara.